# Duruelo
Duruelo település Spanyolországban, Segovia tartományban. Duruelo Sepúlveda, Sotillo, Cerezo de Abajo, Santo Tomé del Puerto és Santa Marta del Cerro községekkel határos. Lakosainak száma 171 fő (2024).

## Népesség
A település népessége az elmúlt években az alábbi módon változott:
| Lakosok száma | 135  | 136  | 150  | 164  | 176  | 166  | 175  | 180  | 184  | 171  |
|               | 2001 | 2004 | 2007 | 2009 | 2012 | 2014 | 2017 | 2019 | 2022 | 2024 |